# Villa Grassetti
Villa Grassetti, nota anche come Villa del Seminario, è un edificio nobiliare che si trova a Suzzara, nella frazione di Sailetto, in Strada Zara Zanetta.

## Storia
Il corpo edificato più antico risale alla seconda metà del Cinquecento ed ha caratteri architettonici rinascimentali, i committenti furono i Grassetti, commercianti di sale di origine padovana, in seguito la proprietà passò a una successione di famiglie aristocratiche Mantovane.
Durante il periodo di appartenenza della famiglia Cavriani (1786 - 1836) la villa subì modifiche che trasformarono in stile neoclassico alcuni suoi ambienti: I solai vennero ricoperti con controsoffitti in arellata, le pareti furono ridipinte celando così alcuni affreschi seicenteschi, furono applicate paraste decorative alle pareti.
Nella prima metà dell'Ottocento la villa fu adibita a villeggiatura estiva dei chierici del Seminario Vescovile di Mantova.
A fine '800 attorno al corpo di fabbrica principale vennero edificati una chiesa in stile neogotico, un refettorio, un teatrino e due ali simmetriche a tre piani collegate al prospetto Sud, destinate a dormitorio per i chierici.
Negli anni settanta del Novecento la villa, già in stato di abbandono, viene acquistata dal comune di Suzzara che tuttora ne è il proprietario.

## Galleria d'immagini

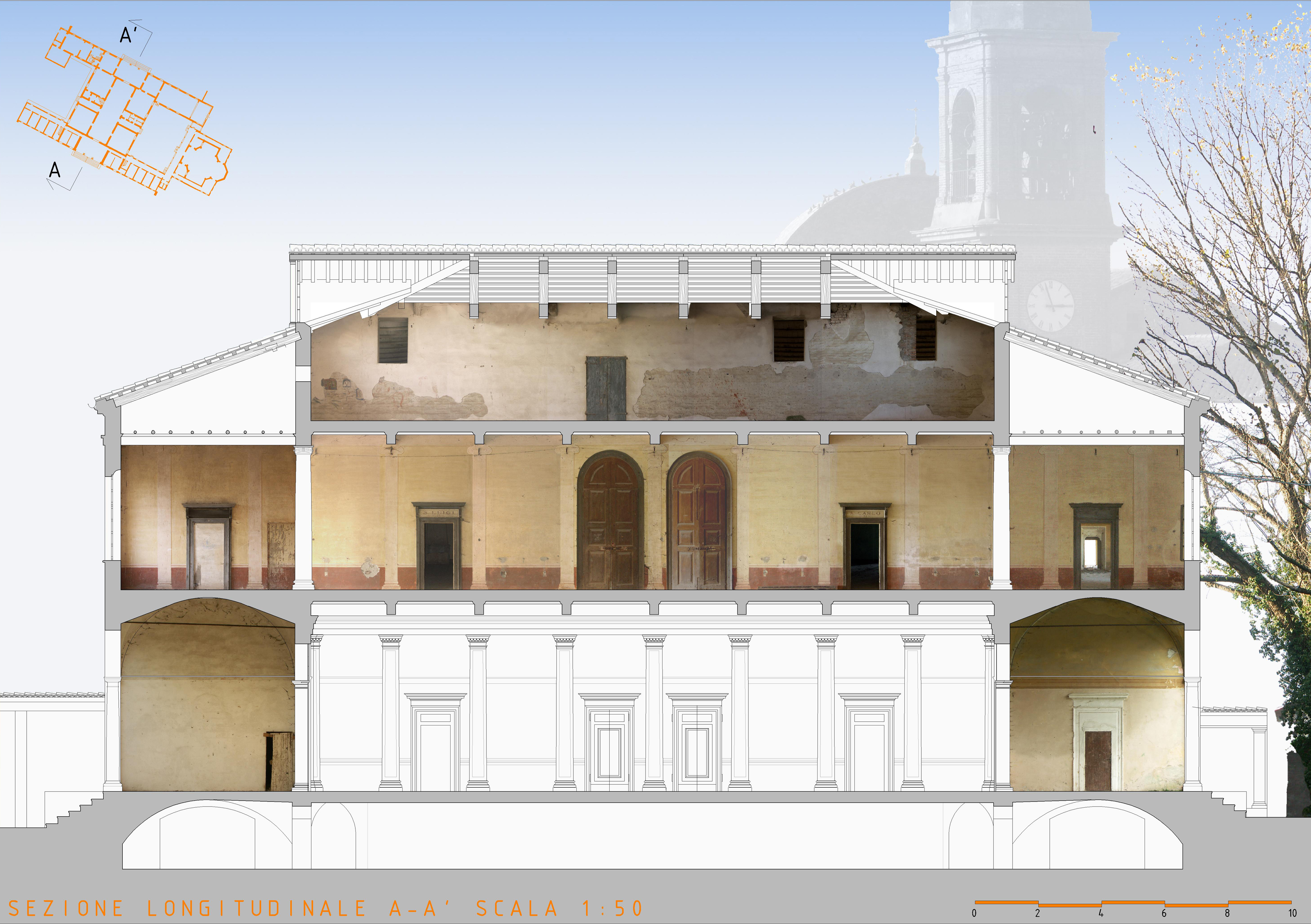
Villa Grassetti Sezione Longitudinale
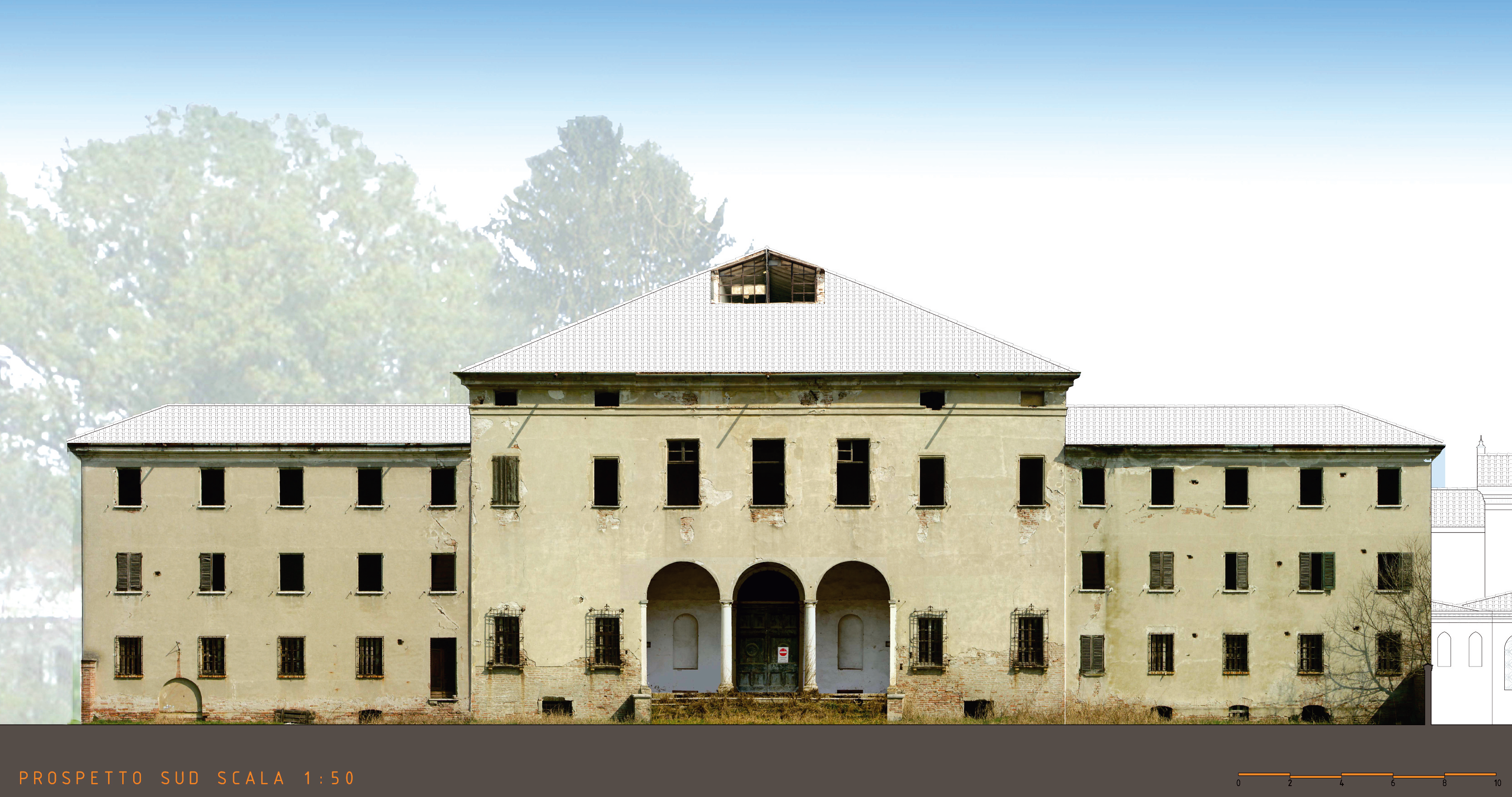
Villa Grassetti Prospetto Sud
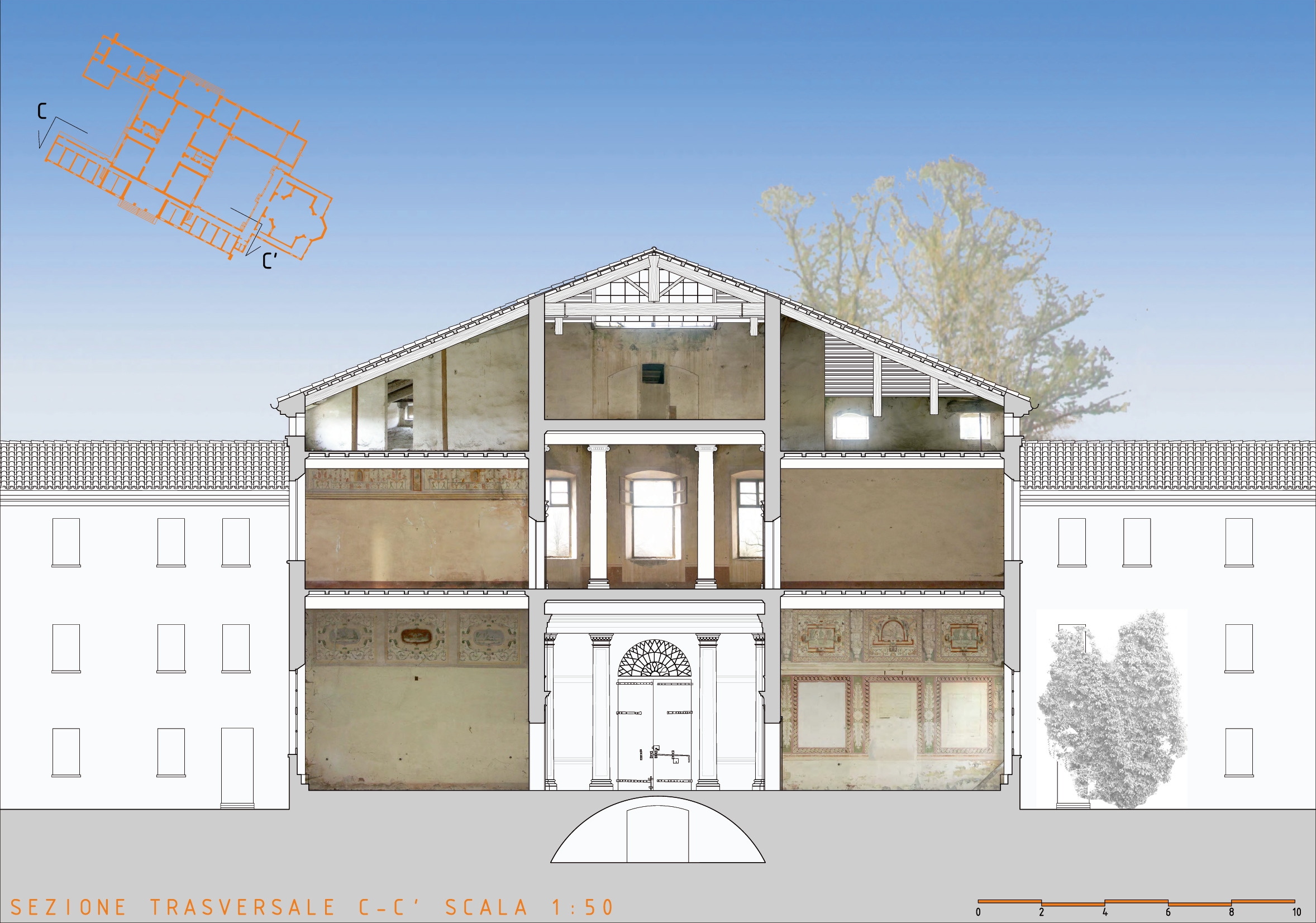
Villa Grassetti Sezione Trasversale